# 루이손

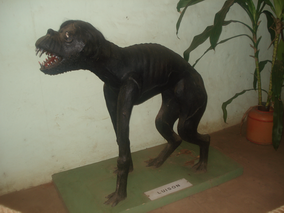
루이손을 묘사한 조각품.

루이손(과라니어: Luisõ)은 파라과이 전설에 등장하는 일곱 괴수의 하나로, 타우와 케라나 사이에서 태어난 일곱 아들 중 막내이다. 남아메리카 미신에는 아들 일곱 명이 있는 집의 막내아들은 저주에 걸려 루이손이 된다는 전승이 있다. 늑대인간과 비슷한 괴물로 알려져 있다.

## 신화에서의 묘사
타우와 케라나의 일곱 아들 중 막내로 가장 저주받은 존재이며, 덩치가 크고 흉측한 개처럼 생겼다고 한다. 이에서 비롯된 미신으로 일곱째 아들이 사춘기가 되면 루이손(늑대인간)이 된다는 이야기가 있다.

## 같이 보기
- 그림 형제 (드라마): 시즌 4 5화에 등장한다.